# Pasquale Bona
Pasquale Bona (Cerignola, 3 novembre 1808 – Milano, 2 dicembre 1878) è stato un compositore, insegnante e teorico della musica italiano.

## Biografia
All'età di vent'anni, si trasferì a Palermo per studiare musica presso il Real Collegio degli Spersi, l'attuale conservatorio cittadino.
Nel 1830 conseguì il diploma in composizione e canto. Nel 1838 si stabilì definitivamente a Milano dove insegnò canto, teoria e solfeggio (dal 1838), armonia e canto femminile (dal 1851) e canto maschile (dal 1859) presso il Regio Conservatorio.
Fu insegnante di Amilcare Ponchielli, Arrigo Boito, Franco Faccio e Alfredo Catalani, nonché amico di Alessandro Manzoni, di cui musicò il coro dell'Adelchi in morte di Ermengarda (Sparse le trecce morbide) e i tre componimenti dedicati alla comunione (Si, tu scendi ancor dal cielo; Ostia umil! - Sangue innocente; Sei mio, con Te respiro).
Compose diverse opere liriche, oltre a sinfonie, musica da camera, brani di musica sacra, pezzi per pianoforte, clavicembalo, violino e violoncello.
Bona è ricordato soprattutto per i metodi didattici di lettura musicale e per le numerose raccolte di solfeggi. Il suo Metodo completo per la divisione (ancora oggi in uso) ha educato generazioni di studenti alla corretta lettura della musica e all'apprendimento dei concetti che sono alla base della teoria musicale.

## Omaggi
- La sua città natale gli ha dedicato una piazza.

## Opere liriche
- Il Tutore e il Diavolo, libretto di Giovanni Schmidt (1832 al Teatro Nuovo di Napoli)
- I Luna e i Perollo, libretto di Giacomo Sacchero (1844 al Teatro alla Scala di Milano)
- Don Carlo, libretto di Giorgio Giachetti (1847 al Teatro alla Scala di Milano)
- Il Gladiatore, libretto di Francesco Guidi (3 febbraio1849 al Teatro Regio di Torino con Marietta Gazzaniga e Achille De Bassini)
- Vittoria, madre degli eserciti, libretto di Marco Marcelliano Marcello (1863 al Teatro Carlo Felice di Genova)